# Miro Marotti
Miro Marotti (Obrov, 1920. - 13. lipnja 2009.), hrvatski je kulturni djelatnik, kazališni redatelj i dugogodišnji član Hrvatskoga radija.

## Životopis
Rodio se na poluotoku Istri, u mjestu Obrovu 1920. godine.
Stariji je brat poznatog hrvatskog glumca Josipa Marottija.
Diplomirao je povijest umjetnosti s arheologijom i povijest na Filozofskome fakultetu u Zagrebu te kazališnu režiju na Akademiji za kazališnu umjetnost u klasi dr-a Branka Gavelle.
Redateljstvom se bavi dok je još bio u partizanima, u partizanskim kazališnim skupinama. Bio je jednim od osoba koje su osnovale Centralno studentsko kazalište. Onda je još bio studentom.
1954. je godine stječe svoj prvi posao u struci. Postao je ravnateljem i redateljem Narodnog kazališta u Zadru. S njime i novim scenografom se zadarsko kazalište krenulo svekoliko obnavljati. U to je vrijeme u Zadru djelovao Marottijev Dramski studio. S ravnateljskog je mjesta otišao kad se želio posvetiti isključivo redateljskom i pedagškom radu.
Od 1959. godine radio je u Radio Zagrebu, gdje je bio redateljem sve dok se nije umirovio 1983. godine. Režirao je preko 180 radio-drama.
Osim u Hrvatskoj, režirao je i u inozemnim radijskim kućama. U svom pedagoškom radu je radio kao predavač dramaturgije i režije, na Višoj tonmajstorskoj školi u Zagrebu te u Novome Sadu, a predavao je i u inozemstvu.
Režirao je kazališne komade poznatih autora: Pirandella, Molièreova Škrtca i dr.
Za svoj je rad nagrađen brojnim nagradama i priznanjima.

## Sinkronizacija
- posuđivao je glas za lik iz Štrumpfova[3]

## Djela
- Novostvorena glumačka osobnost: umjetnička istina na kazališnoj i na radiofonskoj pozornici , 2003.

Autor je većeg broja ogleda u kojima je pisao o problemima drame općenito, pitanjima radio-drame te o teoriji glume.

## Vanjske poveznice
- Vijenac br.244/2003.  Arhivirana inačica izvorne stranice od 5. prosinca 2008. (Wayback Machine) Novo (i staro) ruho